# Дмитриев, Владимир Николаевич (журналист)
Владимир Николаевич Дмитриев (2 декабря 1956 года — 2 января 2021 года) — российский журналист, главный редактор и основатель газеты «Новгородские ведомости», сооснователь всероссийской организации журналистов — «Медиа-Союз».

## Биография
Родился 2 декабря 1956 года в г. Новгород. Коренной новгородец в шестом поколении.
В 1973 году окончил среднюю школу № 12 г. Новгорода.
В 1978 году окончил Новгородский государственный педагогический институт.
В 1984 году окончил отделение журналистики Высшей комсомольской школы при ЦК ВЛКСМ в Москве.
Осенью 2024 года в сквере Печати Великого Новгорода была установлена бронзовая скульптура «Новгородский читатель». Несмотря на то, что образ читающего человека — собирательный, по мнению многих новгородцев, новгородский скульптор Вадим Николаевич Боровых придал ей внешность Владимира Дмитриева. Инициатором создания сквера Печати и установки там скульптуры в 2021 году выступил сын журналиста Михаил Дмитриев, председатель «Лиги новгородских москвичей». Идея создания самого сквера Печати и установки там скульптуры принадлежит Владимиру Дмитриеву, которая была им озвучена более 25 лет назад.

## Профессиональная деятельность
Свою профессиональную деятельность журналистом начинал в многотиражной газете «Химик» строящегося НПО «Азот» — нынешнего «Акрона».
1979—1990 года Владимир Дмитриев проработал в Новгородской молодёжной газете «Новгородский комсомолец», которую потом и возглавил.
1991—2007 года — главный редактор газеты «Новгородские ведомости».
2008—2011 года — являлся ответственным секретарем издательского дома «Трибуна» и одним из руководителей газеты с одноимённым названием (бывшая «Социалистическая индустрия»).
2011—2013 года — заместитель начальника аппарата директора по взаимодействию со СМИ в Федеральном агентстве специального строительства (Спецстроя России).
В 2014 году был назначен советником губернатора Новгородской области Сергея Митина.
С 2015 года возглавлял Дирекцию печатных СМИ в новгородском областном «Агентстве информационных коммуникаций».

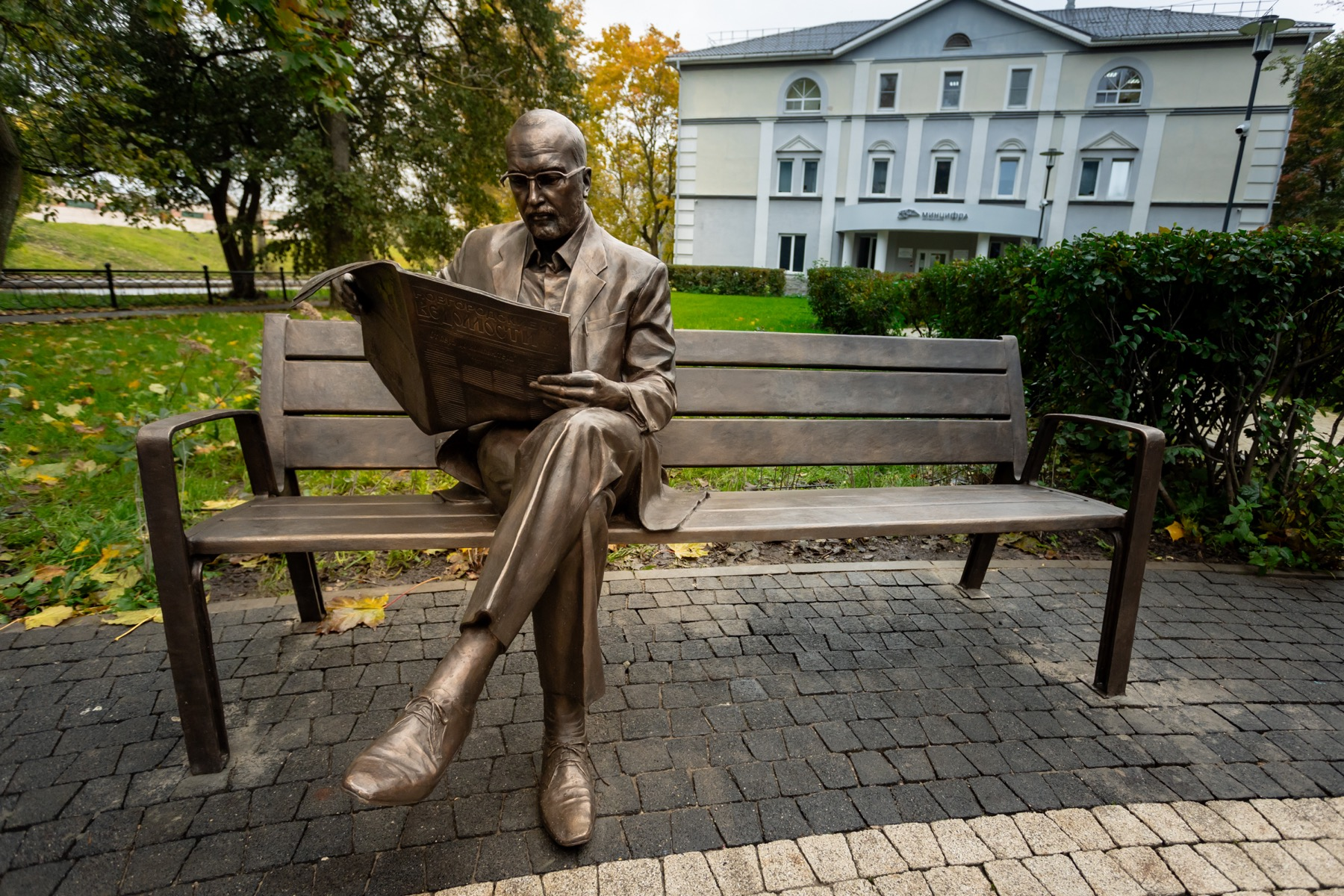
Скульптура «Новгородский читатель» в сквере Печати Великого Новгорода

## Общественная деятельность
1989—1992 года — Депутат Областного Совета народных депутатов 21 созыва.
1993—1996 года — Депутат Новгородской областной Думы.
C 1995 года — Президент Новгородской областной «Лиги журналистов».
В 1996 году Владимир Дмитриев стал инициатором и идейным вдохновителем конкурса для журналистов Новгородской области «Хрустальный Пегас». Конкурс проводился ежегодно с 1996 по 2007 гг., а его итоги традиционно подводились в преддверии Дня российской печати — 13 января. После перерыва, конкурс возобновил свою работу в 2020 году. Владимир Дмитриев вошёл в состав жюри обновленного конкурса.
В 2021 году в честь Владимира Дмитриева была учреждена новая номинация конкурса — «Верность профессии». Первым лауреатом этой премии стала режиссёр и автор документальных фильмов Алла Осипова.
С 2000 года — соучредитель и член Правления «Ассоциации средств массовой информации Северо-Запада России».
Владимир Дмитриев один из учредителей совместно с Фадеевым В.А., Любимовым А. М. и Зелинской Е.К и член правления Всероссийской организации журналистов «Медиа-Союз». В декабре 2007 года возглавил её Северо-Западное отделение.

## Семья
Отец — Дмитриев Николай Павлович (род. 1930 г.), возглавлял трест «Новгородсельстрой», был переведен в Москву в Министерство сельского строительства на должность начальника главка «Дальсельстроя».
Мать — Дмитриева Екатерина Васильевна (Дрескова), родилась в 1929 г.
Брат — Дмитриев Сергей Николаевич, главный редактор издательства «Вече».
Жена — Дмитриева (Канциялова) Галина Владимировна.
Дочь Екатерина, сын Михаил.
Внуки — Егор, Тимофей и Вероника.

## Факты из жизни
1. Владимир Дмитриев учился в одном классе и был другом юности Андрея Макина, который в конце 80-х попросил политического убежища во Франции и там остался, а в 1995 году стал лауреатом Гонкуровской премии. В марте 2016 года Макина избрали членом Французской академии с вручением полагающейся церемониальной шпаги[11].
2. Владимир Дмитриев, провёл собственное журналистское расследование о новгородских корнях знаменитого кондитера Георга Ландрина. В своём исследовании Владимир Дмитриев выдвинул версию, что родиной Георга (Федора) Ландрина мог быть Мошенской район Новгородской области. На Всемирной парижской выставке в 1869 году Георга Матвеевича ждал большой успех, но пиком карьеры стало получение звания Поставщика Двора Его Императорского Величества в 1880 году[12][13].
3. В 2000 году на приеме для главных редакторов центральных и региональных газет у Владимира Путина сосед Владимира Дмитриева по мероприятию вышел из Кремля с фужером. Он выпросил понравившийся «сувенир» лично у Путина. Владимир Владимирович подписал: «Вынос разрешаю». А Владимир Дмитриев вернулся домой с пожеланием счастья читателям газеты «Новгородские Ведомости» от главы государства (в блокнот)[14].
4. Владимир Дмитриев не допустил перекройки границ Новгородской области. В 80-е годы было предложено объединить Ленинградскую область, часть Новгородской области, Чудовский район, создать географическое и экономическое новообразование — «Невский край», «откусив» большой кусок территории от Новгородской области |  | В разделе не хватает ссылок на источники (см. рекомендации по поиску). Информация должна быть проверяема, иначе она может быть удалена. Вы можете отредактировать статью, добавив ссылки на авторитетные источники в виде сносок. (24 августа 2023) |.
5. 2 декабря 2021 года, в день 65-летнего юбилея Владимира Дмитриева в московском издательстве «Вече» вышла его книга «Жили-были», которую он не успел издать при жизни. Книга «Жили-были» включает в себя избранные статьи и эссе Владимира Дмитриева, написанные им в последние годы жизни, а также воспоминания его семьи, друзей и коллег. Автором обложки книги «Жили-были» стал народный художник России Борис Львович Непомнящий[15].

## Награды и премии
В 1982 году — Лауреат премии Новгородской областной организации «Союза журналистов СССР».
В 2001 году Российская общественная комиссия по присуждению национальной премии имени Петра Великого наградила Владимира Дмитриева званием «Лучший менеджер России».
В 2006 году Указом Президента России В. В. Путина награждён медалью ордена «За заслуги перед Отечеством» II степени.